# Charles Thiércelin
Charles Thiércelin lub Léon Thiércelin (ur. w 1861, zm. ?) – haitański szermierz, olimpijczyk.

## Życiorys
Thiércelin wziął udział w Letnich Igrzyskach Olimpijskich 1900 w konkurencjach dla zawodowców. We florecie odpadł w pierwszej rundzie eliminacyjnej (nie jest znany przeciwnik, z którym się mierzył). W pierwszej rundzie w zawodach szpadzistów znalazł się w grupie z pięcioma Francuzami, którymi byli: Georges Jourdan, Jean Jeanvoix, Jean-Marie Surget, Roquais i Bonnel. Nie są znane wyniki spotkań między tymi zawodnikami – wiadomo, że Thiércelin nie znalazł się wśród dwóch najlepszych szermierzy w grupie, czego efektem był brak awansu do dalszej fazy zawodów.
W źródłach wzmiankowany jest jako Léon Thiércelin lub Charles Thiércelin. Nie jest również pewny kraj urodzenia Thiércelina i jego narodowość – w obu przypadkach wymieniania jest zarówno Francja oraz Haiti. Międzynarodowy Komitet Olimpijski uznaje go za Haitańczyka. Obok André Corvingtona i Constantina Henriqueza jest wymieniany wśród pierwszych uczestników igrzysk olimpijskich pochodzących z Haiti (komitet olimpijski tego kraju został uznany dopiero w 1924 roku).